# Río Verde, Guerrero
Río Verde är en ort i Mexiko.   Den ligger i kommunen Atoyac de Álvarez och delstaten Guerrero, i den södra delen av landet, 260 km söder om huvudstaden Mexico City. Río Verde ligger 1 084 meter över havet och antalet invånare är 148.
Terrängen runt Río Verde är lite bergig. Runt Río Verde är det ganska glesbefolkat, med 25 invånare per kvadratkilometer. Närmaste större samhälle är Río Santiago, 13,1 km sydväst om Río Verde. I omgivningarna runt Río Verde växer i huvudsak städsegrön lövskog.